# 姉小路基綱
姉小路 基綱（あねがこうじ もとつな）は、室町時代後期から戦国時代にかけての公卿・大名・歌人。参議・姉小路（古川）尹家の子。姉小路家（飛騨古川氏）当主。

## 経歴
嘉吉元年（1441年）に参議・姉小路（古川）尹家の子として誕生。
侍従・左近衛少/中将等を経て、文明9年（1477年）に従三位に叙せられて公卿に列す。その後、文明12年（1480年）参議、文明16年（1484年）正三位、明応3年（1494年）従二位に叙任されている。
基綱の出世は、和歌の才能を飛鳥井雅親に認められたことがきっかけであるとされる。
応仁の乱が発生すると近江国に逃亡した。この際、基綱は細川勝元ら東軍に与し、美濃国の斎藤妙椿に『小島のすさみ』（二条良基）が、南朝の攻勢によって京都に逃れた北朝後光厳天皇とともに小島の行宮で数ヶ月をすごし、天皇の京都還幸まで奉仕した記録）を贈り東軍への参加を呼びかけている。
しかし、文明3年（1471年）には西軍の京極高清と妙椿が飛騨国に侵攻し、古川基綱は飛騨に下向している。また、現地の向之綱が京極氏方の三木氏に勝利している。この際、妙椿は基綱に東軍としての活動を飛鳥井雅親の名を出して自重するように説得している。
また当時、飛騨の姉小路家は三家に分裂し、古川家の基綱の他に、小島家の小島勝言と向小島家の向之綱という事実上3人の当主がいた。このうち勝言が西軍の京極高清の家臣・多賀出雲守と協力して、基綱と之綱は飛騨から追い出されている。
文明9年（1477年）に西軍が活動終了すると、基綱と勝言は和睦し上洛した。しかし、勝言は子・時秀を残して急逝してしまい、基綱が小島家領を相続し、時秀は基綱の娘と婚姻関係を結んだ。
文明12年（1480年）には、姉小路氏の極官であった参議に任命されている。
明応5年（1496年）6月27日には、自宅に盗賊が入ったものの、逆に基綱自身が6人ほど斬り伏せ返り討ちにしたという。
明応8年（1499年）12月、基綱は飛騨が飢饉であることを見て、後柏原天皇に奏上したうえで、子の済継を京都に残して古川城へと下向した。
宝永3年（1706年）に、木曽代官・山村良景によって編纂された『木曽考』には、大名として当時木曽谷に勢力を張っていた木曽義元と度々争ったとする記述があるものの、史実としては確認できない。
文亀4年（1504年）、『木曽考』には、飛騨にて病気を患うも、家臣の三木重頼を使い木曽谷へ侵攻、長きに渡る抗争の果てに王滝城にて木曽義元を討ったという記述があるものの、史実としては確認できない。同年閏3月には小一条流としては平安時代中期の藤原通任以来約470年ぶりとなる権中納言に昇進している。この昇進は和歌を志す仲間であった三条西実隆が懇願したものであり、心を動かされた後柏原天皇は懇願されたその日に昇進させた。4月23日に古川城で薨去、享年64。最終官位は権中納言従二位。法名は常心。

## 歌人として
和歌で才能を発揮し、度々宮中の歌会に参加。公家歌人として、将軍・足利義政に重用された。寛正6年（1465年）に勅撰集が企画された際には、20代の若さで和歌所寄人に召されたが、応仁の乱のため撰集は実現に至らなかった。文明15年（1483年）の足利義尚の和歌打聞には公家方手伝衆を勤めるなどしたため、京では歌人としての名は高かったと推測される。三条西実隆にも先輩歌人として親交が深かった。後土御門天皇の歌壇の中心的存在でもあった。また、明応4年（1495年）には新撰菟玖波集を清書するなど、書家としても知られた。家集『卑懐集』『卑懐集之外』『飛州黄門百首集』などがある。

## 官歴
注記のないものは『公卿補任』による。
- 時期不詳：従五位下。侍従[3]。
- 時期不詳：従五位上[3]
- 康正2年（1456年） 10月22日：正五位下[4]
- 時期不詳：左近衛少将[3]
- 長禄4年（1460年） 正月6日：従四位下[3]
- 時期不詳：左近衛中将[3]
- 寛正7年（1467年） 正月6日：従四位上[3]
- 文明2年（1470年） 正月13日：正四位下[3]
- 文明9年（1477年） 12月13日：従三位（文明10年8月賜位記）、辞左近衛中将
- 文明12年（1480年） 3月29日：参議
- 文明16年（1484年） 4月11日：正三位（文明17年5月賜位記）
- 延徳2年（1490年） 6月30日：辞参議
- 延徳4年（1492年） 6月6日：還任
- 明応3年（1494年） 正月6日：従二位（後日書入）
- 文亀2年（1502年） 7月8日：辞官
- 文亀4年（1504年） 閏3月16日：権中納言。4月23日：薨去（権中納言従二位）

## 系譜
『系図纂要』による。
- 父：姉小路昌家
- 母：不詳
- 生母不詳の子女
  - 男子：姉小路済継（1470-1518）
  - 女性：姉小路済子（1483-1543）-大永7年勾当内侍、天文12年典侍（共に『お湯殿上日記』）[5]